# Od Polany
Od Polany – strumień w północno-zachodniej Polsce, lewy dopływ Stromżyka. Płynie przez środkową część Puszczy Bukowej w województwie zachodniopomorskim. 
Strumień "Od Polany" wypływa z Sołtysiego Dołu na północnej krawędzi Wysoczyzny Kołowskiej. Płynie na północny wschód głęboko wciętym korytem w wąskiej, dość stromej dolince. Przyjmuje z lewego brzegu dwa krótkie cieki bez nazwy, opływa od zachodu Orlicę i uchodzi do Stromżyka z jego lewego brzegu.